# Brimstone & Treacle (colonna sonora)
Brimstone & Treacle, pubblicato dalla A&M Records nel 1982, è l'album discografico con la colonna sonora dell'omonimo thriller di Richard Loncraine, avente Sting per attore protagonista (in italiano: Le due facce del male).
Sting è anche coautore e interprete di buona parte delle tracce del disco, come solista o con The Police.

## Contenuto
La colonna sonora si compone di brani interpretati da: 
- Sting (6)
- The Police (3)
- The Go-Go's (1)
- Squeeze (1)
- Finchley Children's Music Group (1)
- The Brimstone Chorale (1)

Tre dei sei brani di Sting – gli strumentali Brimstone & Treacle, Brimstone 2 e You Know I Had the Strangest Dream – sono di fatto lo stesso tema musicale: quest'ultimo funge anche da coda della canzone I Burn for You, sempre firmata dal cantante inglese, eseguita da The Police e in origine destinata al loro quarto album Ghost in the Machine (1981). Per il tema in questione, l'artista di Wallsend si aggiudicò il Grammy Award for Best Rock Instrumental Performance nel 1984. Oltre ai brani inediti, Sting interpreta una cover della canzone Spread a Little Happiness, dal musical Mr. Cinders (1928) di Vivian Ellis e Clifford Grey; all'epoca del film da questo brano fu tratto un videoclip, anch'esso diretto da Loncraine e con Sting protagonista, mentre nella pellicola la canzone accompagna i titoli di coda.
Il brano We Got the Beat, eseguito da The Go-Go's, era già edito e figurava sul loro album Beauty and the Beat, pubblicato nel luglio del 1981. Up the Junction degli Squeeze è invece un brano del 1979, dall'album Cool for Cats. Nel film, entrambe queste canzoni sono utilizzate per pochi secondi e in modo diegetico, idealmente diffuse da una radio.
L'album include infine due inni sacri inglesi: When the Roll Is Called Up Yonder (1893), associato ai titoli di testa del film ed eseguito dal coro giovanile Finchley Children's Music Group su arrangiamento di Michael Nyman, e Bless This House (1927) che nel film è cantato dagli attori protagonisti Sting, Denholm Elliott e Joan Plowright e che le note di copertina accreditano genericamente a «The Brimstone Chorale».

## Tracce
Lato A
1. Finchley Children's Music Group – When the Roll Is Called up Yonder – 2:10 (tradizionale, arrangiamento: Michael Nyman)
2. Sting – Brimstone & Treacle (strumentale) – 2:13 (Sting)
3. Sting – Narration (recitato) – 4:00 (Sting, Dennis Potter)
4. The Police – How Stupid Mr. Bates (strumentale) – 2:39 (Sting, Andy Summers, Stewart Copeland)
5. Sting – Only You – 2:37 (Sting, Potter)
6. The Police – I Burn for You – 4:45 (Sting)

Lato B
1. Sting – Spread a Little Happiness – 3:23 (testo: Clifford Grey – musica: Vivian Ellis)
2. The Go-Go's – We Got the Beat – 2:30 (Charlotte Caffey)
3. Sting – You Know I Had the Strangest Dream (strumentale) – 2:10 (Sting)
4. Squeeze – Up the Junction – 3:10 (Chris Difford, Glenn Tilbrook)
5. The Brimstone Chorale – Bless This House – 0:50 (May H. Brahe)
6. The Police – A Kind of Loving (strumentale) – 2:15 (Sting, Summers, Copeland)
7. Sting – Brimstone 2 (strumentale) – 4:02 (Sting)